# Relaksacja dielektryczna
Relaksacja dielektryczna – zanik nierównowagowej polaryzacji ośrodka dielektrycznego po zmianie przyłożonego pola elektrycznego.
W funkcji czasu opisuje się ją funkcją relaksacji zwana też funkcją odpowiedzi dielektrycznej. Opisuje ona zmiany wektora polaryzacji pod wpływem zmiennego w czasie pola elektrycznego.
W funkcji częstotliwości opisuje się ją zespolonymi funkcjami: podatnością dielektryczną lub przenikalnością dielektryczną.

## Funkcja relaksacji
Funkcja odpowiedzi dielektrycznej {\displaystyle f(t)} jest zdefiniowana przez równanie
{\displaystyle {\vec {P}}(t)=\varepsilon _{0}{\vec {E}}\Delta tf(t),}
gdzie:
{\displaystyle \varepsilon _{0}} – przenikalność dielektryczna próżni,
{\displaystyle {\vec {E}}} – natężenie pola elektrycznego działającego w bardzo krótkim czasie {\displaystyle \Delta t,}
{\displaystyle {\vec {P}}(t)} – wektor polaryzacji dielektrycznej wywołany przez to pole elektryczne.
Funkcja ta musi posiadać następujące własności:
{\displaystyle f(t)={\begin{cases}0,&{\text{dla }}t<0\\0,&{\text{dla }}t\to \infty \end{cases}}.}
Pierwszy warunek oznacza, że polaryzacja nie występuje przed przyłożeniem pola, a drugi, że polaryzacja nie jest trwała i ustępuje po ustąpieniu pola elektrycznego. By opisać całkowitą polaryzację dielektryka {\displaystyle {\vec {P}}(t)} w dowolnym momencie czasu {\displaystyle t} należy uwzględnić całą dotychczasową historię przyłożonego pola elektrycznego:
{\displaystyle {\vec {P}}(t)=\varepsilon _{0}\int _{0}^{\infty }f(\tau ){\vec {E}}(t-\tau )\,d\tau .}
Jednostką funkcji relaksacji w układzie SI (jednostka pochodna układu SI) jest Herc.

## Opis w funkcji częstotliwości

### Przejście do opisu w funkcji częstotliwości
By przejść od opisu w funkcji czasu do opisu w funkcji częstotliwości, należy wykonać transformację Fouriera wektora polaryzacji w funkcji czasu. Z twierdzenia o transformacji Fouriera splotu otrzymuje się:
{\displaystyle {\vec {P}}(\omega )=\varepsilon _{0}\,\chi (\omega ){\vec {E}}(\omega ),}
gdzie {\displaystyle {\vec {P}}(\omega )} oraz {\displaystyle {\vec {E}}(\omega )} to wektory polaryzacji i natężenia pola elektrycznego w funkcji częstotliwości, a transformata Fouriera funkcji odpowiedzi dielektrycznej {\displaystyle \chi (\omega )} nosi nazwę podatności dielektrycznej
{\displaystyle \chi =\int _{0}^{\infty }f(t)e^{-j\omega t}\,dt=\chi '(\omega )-j\chi ''(\omega ).}

### Właściwości składowych podatności

#### Relacja Kramersa-Kroniga
Z faktu, że są częścią rzeczywista i urojoną transformaty jednej funkcji odpowiedzi dielektrycznej wynika, że części podatności dielektrycznej nie są od siebie niezależne, ale spełniają relację Kramersa-Kroniga, która będzie miała postać:
{\displaystyle \chi '(\omega )={\frac {2}{\pi }}\int \limits _{0}^{\infty }{\frac {u\,\chi ''(u)}{u^{2}-\omega ^{2}}}\,du}
oraz
{\displaystyle \chi ''(\omega )=-{\frac {2}{\pi }}\int \limits _{0}^{\infty }{\frac {\omega \,\chi '(u)}{u^{2}-\omega ^{2}}}\,du.}
Wynika z tego ważny wniosek, że obie składowe podatności nie są od siebie niezależne, ale jedna z nich jednoznacznie określa drugą.

## Szczególne typy relaksacji dielektrycznej
Charakter odpowiedzi relaksacyjnej dielektryka zależy od jego struktury i składu.

### Relaksacja Debye’a
Funkcją odpowiedzi dielektrycznej układu jednakowych nieoddziałujących dipoli jest funkcja wykładnicza:
{\displaystyle f(t)=e^{-{\frac {t}{\tau }}}.}
W domenie częstotliwości relaksacja może być opisywana równaniem Debye’a:
{\displaystyle \chi (\omega )=\chi _{\infty }+{\frac {\Delta \chi }{1+j\omega \tau }}.}

### Inne równania relaksacji
W rzeczywistych dielektrykach procesy relaksacji charakteryzują się dużym skomplikowaniem i do ich opisu często używa się zależności empirycznych. Są to: funkcja KWW (Kohlrauscha-Wattsa-Williamsa), relaksacje Cole'a-Cole'a, Cole'a-Davidsona czy Havriliaka-Negamiego.